# Stornelli delle Brigate Nere
Gli Stornelli delle Brigate Nere è una canzone militare composta nel 1944 da Tommaso De Filippis su testo di anonimo, in uso durante la Repubblica Sociale Italiana, da parte soprattutto delle Brigate Nere.
Fu una delle pochissime canzoni di propaganda prodotte durante la Repubblica Sociale Italiana e una delle principali a sostegno delle Brigate nere.

## Storia

### I primi brani per la campagna d’Etiopia
Durante la seconda guerra mondiale in Italia furono prodotte molte canzoni di propaganda.
Gli esempi più celebri sono quelli sulla Campagna d'Etiopia condotta dall’Italia fascista negli anni 30 e 40. Anche molti cantanti celebri dell’epoca si cimentarono del genere, come Carlo Buti, uno dei cantanti più noti a livello Internazionale oltre ad essere il più conosciuto in Italia, cantò la celebre Faccetta nera e la meno nota Canterà Faccetta Nera. Anche il primo cantautore italiano della storia, Armando Gill, scrisse una canzone di propaganda fascista: Stornelli neri.

### Le altre canzoni di propaganda
Terminata la campagna d'Etiopia l'Italia si concentrò sul conflitto in Europa. il Fascismo, che ora oramai in crisi, non dedicò più particolare attenzione allo sviluppo dell'arte e della cultura come aveva fatto negli anni precedenti e anche la produzione di canzoni di propaganda diminuì. In questo periodo vennero istituite le Brigate nere, un corpo ausiliario a sostegno della Repubblica Sociale Italiana. La canzone è dedicata alle Brigate Nere e ne elogia le gesta.

## Produzione
Il brano, scritto da anonimo e cantato da Tommaso De Filippis, prende ispirazione per la musica dal brano Chi Siete? del 1917 sempre di Tommaso De Filippis.

## Testo
Ci sparano alle spalle per le strade,

che di venirci avanti hanno paura;

e per risposta, noi delle Brigate,

ai mitra abbiamo tolto la sicura.

Chi siete? Io non lo so,

chi siamo ve lo dirò:

siam le Brigate Nere,

abbiam la forza di spezzarvi il cuor!

Siam stati nel Piemonte e Lombardia,

per rompere la schiena dei ribelli,

abbiam lasciato morti per la via

e sulle labbra i nostri canti belli.

Chi siete? Io non lo so,

chi siamo ve lo dirò:

siam le Brigate Nere,

abbiam la forza di spezzarvi il cuor!